# Castello Malatestiano (Monte Colombo)
Il castello Malatestiano è un castello risalente almeno al XIV secolo nel paese di Monte Colombo, nel comune italiano di Montescudo-Monte Colombo nella provincia di Rimini, in Emilia-Romagna.

## Storia

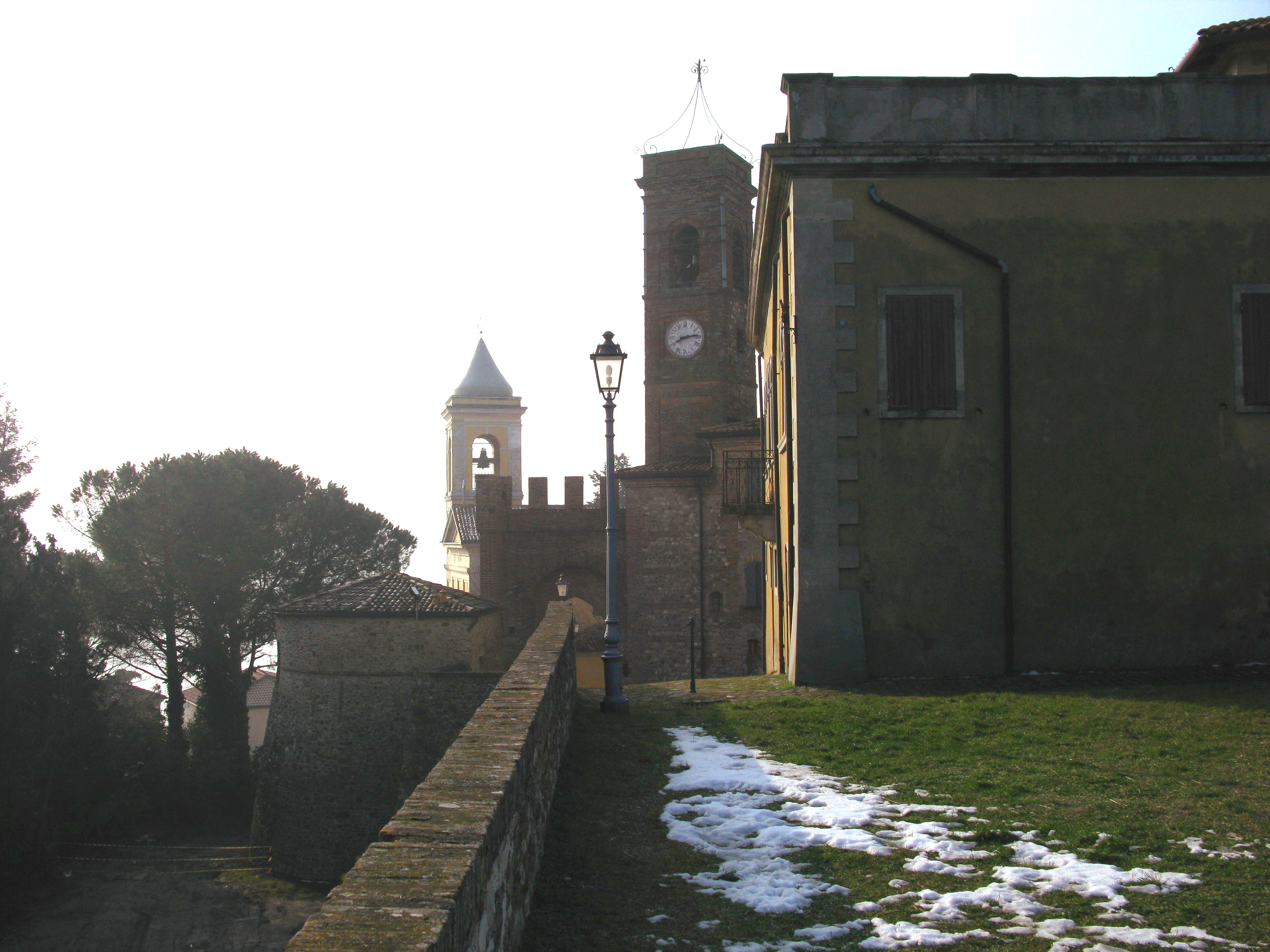

Vi fu imprigionato Malatestino Dallocchio, probabilmente nel 1209. Il Castello fu oggetto di 5 assedi, di cui soltanto uno sventato. Era sede di una guarnigione militare solo quando la vicina Montescudo sfuggiva al controllo dei Malatesta (è stata a lungo feudo dei Conti Guidi di Bagno di Romagna). Il complesso è stato oggetto di numerosi restauri nel corso degli ultimi 300 anni, a causa della scarsa solidità della selce fluviale utilizzata per la realizzazione delle mura.